# 異変街道
『異変街道』（いへんかいどう）は、松本清張の長編時代小説。江戸時代中期の甲斐国を主な舞台に、武田信玄以来の伝説と欲望の交差が招いた事件の謎を描く。『週刊現代』に連載され（1960年10月23日号 - 1961年12月24日号、連載時の挿絵は岩田専太郎）、1986年4月に講談社ノベルスから刊行された。
1993年にテレビドラマ化されている。

## あらすじ
旗本・三浦銀之助のもとに奇怪な話が伝えられた。両国の水茶屋の亭主が、甲州・七面山の山中で、銀之助の親友・鈴木栄吾に遭遇したという。甲府勤番に役替となった栄吾は、公儀からの通告によれば、九月朔日に病死したとのことであったが、水茶屋の亭主は、栄吾に遇ったのは九月十一日と言い張る。疑惑の湧いた銀之助は、栄吾の元婚約者の深谷幸江に「公儀の発表にも間違いがないとは申せませぬからな。人間のすることです」と言い残し、直接亭主に会おうとするが、亭主はすでに何者かによって殺害されていた。
他方、岡っ引の常吉は、子分の庄太らと共に、水茶屋の亭主殺害事件の探索に乗り出す。殺した男が甲州訛りを使い、向島の小梅にある山根伯耆守頼通の屋敷にも甲州訛りを使う中間が居ることに気づき、甲府が事件に絡んでいると睨んだ常吉は、栄吾と懇ろであった芸者のお蔦から、甲府勤番への役替は、名目では不行跡ということになっているが、これは見せかけで「実はほかに目的があって甲府へわざと行くのだ」と栄吾が打ち明けていたことを聞く。
銀之助は、役替前の栄吾が、小梅にある社「青日明神」に通っていたことを知るが、その社は「釘〆ニ閂」の神紋や、金槌の図柄の絵馬という、変わった特徴を持っていた。常吉は山根伯耆守の屋敷に探りを入れ、銀之助同様、青日明神の謎に突き当たるが、その翌日、与力の杉浦治郎作から、山根伯耆守の屋敷には手を着けてはならぬ、とする命令を申し渡される。
真相究明のため、銀之助は甲州街道を西へ向かうが、黒野田宿の近くで、小梅同様の金槌の図柄の絵馬に遭遇する。甲府に着き、栄吾の住居跡を訪ねていた銀之助は、甲府で栄吾が親しくしていたという河村百介に会うが、百介は栄吾の病死を否定し山の中で事故死したと言い、江戸と甲府では話が食い違っていた。七面山に近づくため、銀之助は身延街道を南へ向かい、下部温泉から久遠寺を経て、西山温泉で栄吾の消息を尋ねる。
常吉と庄太は、そして栄吾がまだ生きていると信じるお蔦も、続いて甲州へと後を追う。お蔦は善兵衛と名乗る老人に、西山温泉から少し離れた大きな百姓家に連れ込まれるが、その家は与四郎と名乗る頭分が住み、親方さま、隠居と呼ばれる首領が存在していた。
西山温泉からさらに奥の台里と呼ばれる集落に向かった銀之助は、古い火祭りの神事が行われているのに遭遇し、それが青日明神の月次祭であることを知るが、対手に気づかれ危難に巻き込まれる。常吉と庄太は、銀之助の行方不明を聞き、台里方面へと向かうが、お蔦のものと思われる櫛が落ちているのに気づき、続いて男女の死体が樹にぶら下がっているのに遭遇する。
やがて、事件の背後には武田信玄の末裔に関係する一派の存在があり、江戸から甲州街道、身延街道を経て、台里まで点々と分布する絵馬が、その連絡手段であることが判明する。窮地を脱した銀之助は、大目付・ 松波筑後守のバックアップを得て、栄吾の生死を確かめるべく南アルプスの山中に向かい、一派との最後の対決を迎える。

## 主な登場人物

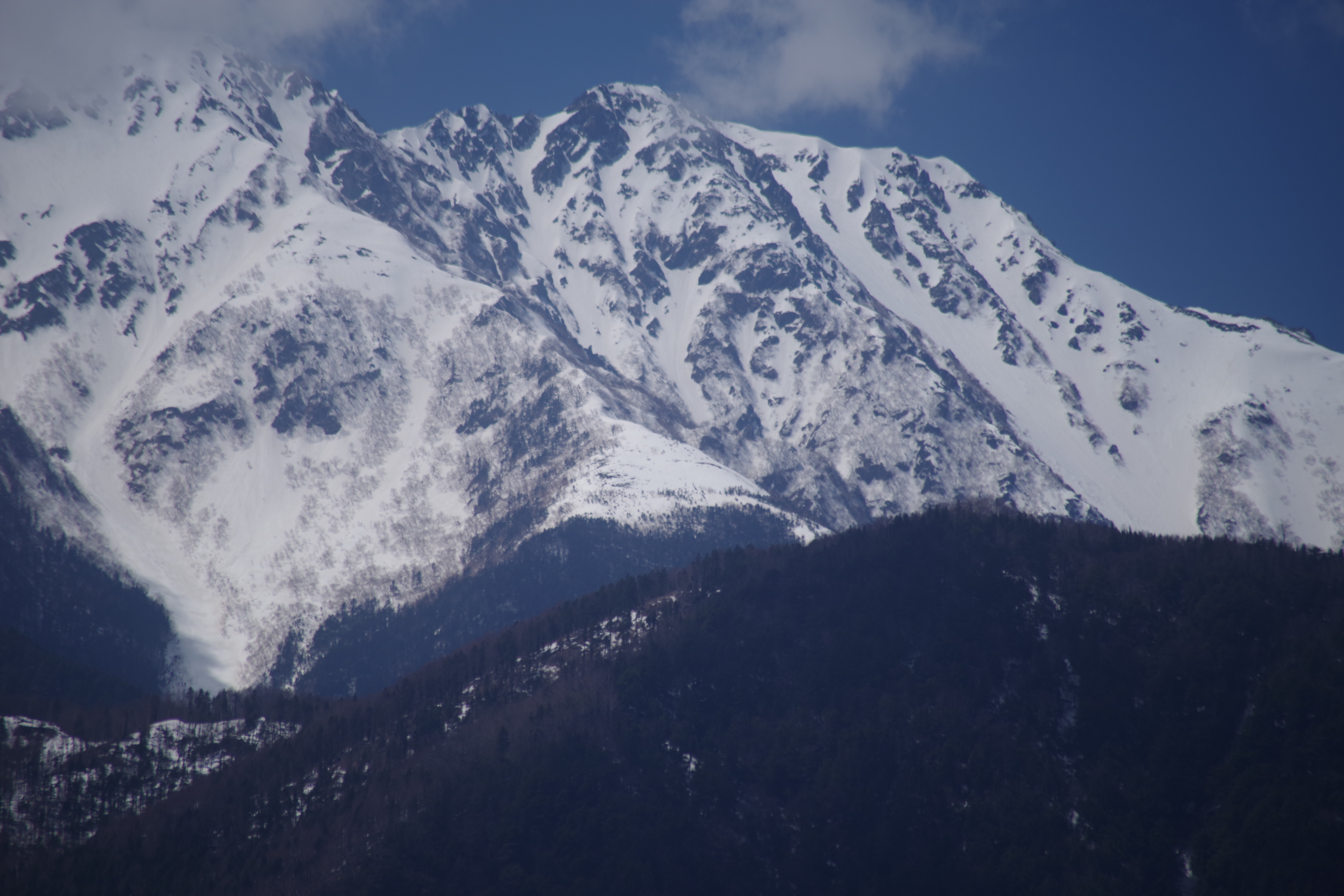
小説中25節・36節で言及される南アルプス・農鳥岳付近の山岳地帯

- 原作における設定を記述。歴史的人物の実際に関してはリンク先を参照。

三浦銀之助
市ヶ谷・中根坂に住む徒士組の旗本。父を亡くしたが、武術が立ち、温和であり、評判の良い武士。
常吉
薬研堀に住む岡っ引。御用熱心で知られる。水茶屋の亭主殺人事件を探索する。
河村百介
栄吾の甲府勤番時代の友人。領内の図面を作成するお山方として、甲斐国の山中を歩いている。
鈴木栄吾
銀之助の親友。放蕩のかどで半年前に甲府勤番として赴任するが、九月朔日に病死したとの公報が入る。
お蔦
両国の水茶屋「桔梗屋」につとめ、甲府勤番に役替前の栄吾がしきりに脚を運んでいた芸者。下総の出身。
庄太
常吉の子分。本職は髪結。
亀五郎
常吉の子分。本職は小間物屋。
お菊
常吉の女房。
弥助
向島の小梅にある植木屋の老人。
与四郎
西山温泉から二里ばかり奥にある台里地区の、旧い百姓家の頭分。
隠居
親方とも呼ばれる老人で、台里地区の首領。
深谷幸江（ふかやゆきえ）
栄吾の元許婚者。父の深谷作之進は栄吾の父・鈴木弥九郎と昵懇。
与兵衛
向両国の水茶屋「花屋」の亭主。法華経の熱心な信者で、念願の身延山参詣を果たす。
杉浦治郎作
常吉が附いている与力。八丁堀に住む。
お文
甲州街道の野田尻宿の西の峠で、銀之助が薬を差し出した女性。
平太
台里地区の百姓男。親の代に移ってきたが、他国者扱いされている。
松波筑後守正春
上麻布に住む幕府の大目付。山根伯耆守の振舞いに不審を抱き、甲斐国の内情を調査している。
山根伯耆守頼通
甲府勤番支配の一人。小梅に最近豪奢な別荘を建てた。西の丸老中の地位を狙い、現老中の松平乗邑に賄賂の金塊を贈っている。
鹿谷伊織
山根伯耆守の留守居格の旗本。山根伯耆守の出世に乗じての開運を夢見る。

## エピソード
- 推理小説研究家の山前譲は、1957年に発表された「甲府在番」を本作の原型と言える短編と指摘し「視点は違うものの、構成としてはこの「甲府在番」のロングバージョンが『異変街道』と言える」と述べている[1]。

## テレビドラマ
「松本清張の異変街道」。1993年10月29日、フジテレビ系列の「金曜エンタテイメント」枠（21:02-22:52）にて放映。当初は1993年10月13日放映予定であったが延期され、同枠での放映となった。サブタイトル「江戸と甲州を結ぶ欲望の点と線！金をめぐる大陰謀」。視聴率16.5％（ビデオリサーチ調べ、関東地区）。
キャスト
- 三浦銀之助：古谷一行
- お蔦：藤真利子
- 隠居：丹波哲郎
- 鈴木栄吾：近藤正臣
- 薬研堀の常吉：蟹江敬三
- 河村百介：火野正平
- 幸江：森口瑤子
- 松波筑後守：神山繁
- 山根伯耆守：綿引勝彦
- 杉浦治郎作：織本順吉
- 平作：河原崎建三
- 与四郎：長谷川明男
- 弥助：浜田晃
- 甚兵衛：三谷昇
- 花屋利助：沼田爆
- 虎谷伊織：内田勝正
- 庄太：赤塚真人
- お文：上野めぐみ
- 神官：高峰圭二
- 留造：嵯峨周平
- 山岡：崎津隆介
- 勘助：岩尾正隆
- 三蔵：小船秋夫
- 嘉助：小林正希
- 先棒：木谷邦臣
- 後棒：青木哲也
- 水茶屋の女：上田こずえ
- 水茶屋の女：鈴川法子
- 水茶屋の客：疋田泰盛
- 屋台の女：田辺ひとみ
- 下手人：吉田浩之
- 植木屋の職人：塩川建二

スタッフ
- 企画：能村庸一（フジテレビ）、林悦子（霧企画）
- プロデューサー：佐生哲雄、松下千秋
- 脚本：野上龍雄
- 監督：齋藤光正
- 音楽：佐藤勝
- 撮影：伊佐山巌

撮影助手：江原祥二、後藤善昭
- 照明：中島利男
- 美術：倉橋利韶、犬塚進
- 録音：広瀬浩一
- 編集：園井弘一
- 調音：鈴木信一
- 記録：野崎八重子
- 助監督：加島幹也、山下智彦、土居正和
- 殺陣：谷明憲
- ビデオ編集：キッズカンパニー
- 現像・テレシネ：IMAGICA
- ロケ協力：大覚寺、みろくの里、身延山久遠寺、身延山ロープウェイ
- 制作協力：京都映画（現：松竹京都撮影所）
- 制作：フジテレビ、霧企画

| フジテレビ系列 金曜エンタテイメント | フジテレビ系列 金曜エンタテイメント | フジテレビ系列 金曜エンタテイメント                     |
| 前番組                              | 番組名                              | 次番組                                                  |
| ----------------------------------- | ----------------------------------- | ------------------------------------------------------- |
| ざけんなヨ!!5 （1993.10.22）        | 松本清張の異変街道 （1993.10.29）   | 山村美紗サスペンス 京都ミス映画村殺人事件 （1993.11.5） |